# Bélgica en los Juegos Olímpicos de Pekín 2008
Bélgica estuvo representada en los Juegos Olímpicos de Pekín 2008 por un total de 94 deportistas que compitieron en 16 deportes.  
El portador de la bandera en la ceremonia de apertura fue el regatista Sébastien Godefroid.

## Medallistas
El equipo olímpico belga obtuvo las siguientes medallas:
| Nombre                                                  | Deporte   | Competición       |
| ------------------------------------------------------- | --------- | ----------------- |
| Oro                                                     |           |                   |
| Tia Hellebaut                                           | Atletismo | Salto de altura F |
| Olivia Borlée Kim Gevaert Hanna Mariën Elodie Ouedraogo | Atletismo | 4 × 100 m F       |
| Plata                                                   |           |                   |
| —                                                       |           |                   |
| Bronce                                                  |           |                   |
| —                                                       |           |                   |